# Lina Lüthy-Häberli
Lina Elisabeth Lüthy-Häberli (* 31. März 1877 in Schüpfen; † 18. März 1954) war Lehrerin, Doktorin der Philosophie und die erste Polizeiassistentin der Schweiz.

## Ausbildung und Studium
Lina Häberli erwarb in Bern das Primarlehrerinnenpatent und unterrichtete dann längere Zeit in Genf und Italien. Zu ihren Eltern in Solothurn zurückgekehrt, unterrichtete sie zuerst an der dortigen Primarschule und später an der Töchterschule in Olten.
Häberli studierte im Wintersemester 1902/03 an der Universität Zürich Romanistik und wechselte anschliessend nach Bern an die Philosophische Fakultät, wo sie zusätzlich volkswirtschaftliche Fächer belegte. In dieser Zeit erwarb sie sich vermutlich auch das aargauische Bezirkslehrer-Patent. Am 70. Dies academicus 1904 wurde Lina Häberli der Seminarpreis des Romanischen Instituts verliehen. 1906 doktorierte sie bei Prof. Dr. Louis Gauchat mit ihrer Dissertation Die Entwicklung der lateinischen Gruppen kl, gl, pl, bl, fl im Franko-Provenzalischen und wurde am 26. Juli 1906 mit magna cum laude promoviert.
Nach ihrem Studium unterrichtete sie eineinhalb Jahre an der Sekundarschule Langnau.

## Beruf
Nach ihrer Heirat mit Dr. phil. Otto Lüthy zog sie nach Olten, wo sie aufgrund des Doppelverdienertums keine Stelle an einem öffentlichen Gymnasium erhielt. Lina Lüthy arbeitete dann zunächst als Lehrerin am Kaufmännischen Verein.
Am 1. August 1908 wurde sie in Zürich zur ersten Schweizer Polizeiassistentin gewählt. Zu ihrem Tätigkeitsgebiet gehörten gewerbepolizeiliche Aufgaben wie der Arbeiterinnenschutz mit Kontrolle der Stellenvermittlungen, der Überwachung der Arbeitszeit sowie der Inspektion der Arbeitsräume in Gewerbebetrieben. Auf Initiative des Zürcher Frauenbunds übertrug man ihr im Frühling 1909 die Fürsorge für die von der Polizei wegen Prostitution aufgegriffenen Mädchen und jungen Frauen. Zum ersten Mal wurden diese nun nicht nur von Polizisten verhört, sondern bekamen durch Lina Lüthy Hilfe in Form von Gesprächen, Beschäftigung, neuer Kleidung, Beschaffung von Papieren und Zeugnissen sowie der Vermittlung von Stellen. Als vorübergehende Unterkunft wurde zuerst ein Zimmer, dann eine kleine Wohnung an der Kuttelgasse gemietet. Durch Lina Lüthys Vermittlung kam von privater Seite der Kauf des Hauses zum Tannenhof zustande, das dann als Mädchenheim diente. Es wurde später von der Stadt Zürich übernommen und hiess ab 1946 Mädchenheim Riesbach.
1918 wurde Lina Lüthy von den gewerbepolizeilichen Aufgaben entbunden und ihre bis dahin provisorische in eine definitive Fürsorgestelle für schutzbedürftige Mädchen umgewandelt. Diese Stelle wurde 1929 mit der Schaffung des Wohlfahrtsamtes der Stadt Zürich dem Jugendamt angegliedert. Dort wirkte sie bis 1938 als Jugendsekretärin und Fürsorgerin für schutzbedürftige Mädchen.

## Freiwilligenarbeit
Als eine der Initiantinnen zur Gründung des Vereins für Mutter- und Säuglingsschutz wurde sie für viele Jahre dessen Präsidentin. Unter ihrer Leitung entstanden ein Mütterheim, die ersten Mütterberatungsstellen, ein Säuglingsasyl und ein Wohnheim.

## Artikel und Vorträge
- Das Intelligenzblatt der Stadt Bern kündigte für den 7. Dezember 1910 im Grossratssaal einen Vortrag von Dr. phil. Lina Lüthy-Häberli über Polizeiassistentinnen an.[10]
- Lina Lüthy: Polizeiassistentinnen, Anstellungsverhältnisse und Aufgaben. In: ZBI 12(1911), S. 131–134
- Lina Lüthy: Fürsorge und Prostitution. In: Wissen und Leben. Neue Helvetische Gesellschaft (Hrsg.), Band 10 (1912).
- Lina Lüthy: Gesetzlicher Schutz des Wirtschaftspersonals. In: Neue Wege: Beiträge zu Religion und Sozialismus. Vereinigung Freundinnen und Freunde der Neuen Wege (Hrsg.), Band 3 (1909).